# The Gates of Slumber
The Gates of Slumber ist eine 1998 gegründete Band aus Indianapolis. Der Bandgründer Karl Simon löste The Gates of Slumber 2013 auf, nachdem Jason McCash die Band verlassen hatte. McCash verstarb kurz darauf an einer Überdosis. Im Jahr 2019 reformierte Simon die Gruppe für einen Auftritt beim deutschen Festival Hell Over Hammaburg im März 2020. Die Musik der Band wird als Traditional Doom, mit schweren Riffing, gelegentlichen Soli und präsentem klarem Gesang, beschrieben.

## Geschichte

### …the Awakening
Karl Simon gründete The Gates of Slumber 2000 als Fortführung des Projektes The Keep an welchem neben Sänger und Gitarristen Simon bereits der Schlagzeuger Chuck Brown und der Bassist Jason McCash beteiligt waren. Nachdem The Keep zwei Demobänder eingespielt hatte, nahm Simon ein weiteres Demo unter neuem Namen mit anderen Musikern auf. Entsprechend erschien im Jahr 2000 mit Blood Encrusted Deth Axe das erste Demo von The Gates of Slumber. In den ersten Jahren variierten die Musiker um Simon bis zu den Aufnahmen des 2004 über Final Chapter Records veröffentlichten Debüts …the Awakening. Neben Simon spielten erneut die ehemaligen The-Keep-Mitglieder McCash und Brown auf dem Album. McCash wurde anschließend zu einem dauerhaften Teil der Band und galt seither als wichtiger Konterpart zu Simon im Bandgefüge. …the Awakening wurde aus der Kooperation mit dem kleinen belgischen Label und der resultierenden geringen Öffentlichkeitsarbeit nur gering beachtet. Bereite Aufmerksamkeit erfuhr das Album mit der Wiederveröffentlichung im Jahr 2012, nachdem die Band bereits bekannt war. In der Zeit der Erstveröffentlichung wurde das Album als traditioneller Doom Metal gelobt. Es böte „coolen, dreckigen Old-School-Doom, dem es aber etwas an Abwechslung und richtigen Killer-Riffs“ mangele. Die Band veröffentlichte bald darauf zwei EP Like a Plague upon the Land 2005 über Hellride Music und God Wills It 2006 über das bandeigenen Label Slumbering Souls. Im Jahr 2005 bestritt die Gruppe eine knappe Europa-Tournee, in diesem Rahmen trat die Band erstmals beim Doom Shall Rise auf. Dabei wurde die Gruppe als unsympathisch und sich selbst zu ernst nehmend bemängelt, dennoch sei der Auftritt ein „guter Gig, der aber noch viel mehr hätte reißen können“ gewesen.

### Suffer No Guilt
Mit dem 2006 über I Hate Records veröffentlichten Suffer No Guilt Album erschien jene Veröffentlichung, welche Aleksey Evdokimov in seinem Doom Metal Lexicanum als die beschrieb mit dem die Band ihre Identität gefunden habe. Evdokimov verweist dabei nicht nur auf die Musik die mit Elementen des Power Metal und der New Wave of British Heavy Metal gespickt sei, sondern ebenso auf den lyrischen Fundus zwischen Historisierend, Fantasy und H.P.-Lovecraft-Horror und die Gestaltung durch den Fantasy- und Coverkünstler Ken Kelly. Das Album wurde mit dem Schlagzeuger Chris Gordon, der bereits in den Anfangstagen der Band für The Gates of Slumber spielte, aufgenommen. Suffer No Guilt gilt häufig als bestes Album der Band und ihr Durchbruch im Doom-Metal-Umfeld. So wurde Suffer No Guilt mit Veröffentlichung bereits als „ein wirkliches Highlight des traditionellen Doom Metals“ und ein „Bewahren der Flamme des Doom Metal“ gerühmt.
Im Anschluss an den Achtungserfolg des Albums Suffer No Guilt veröffentlichte die Band drei Split-Veröffentlichungen und trat während einer Europa-Tournee als Headliner des fünften Doom Shall Rise auf. Dabei wurde die Band in Relation zu Dreaming, Officium Triste und Mirror of Deception als eine von vier etablierten und altgereiften Interpreten, „die alle nicht zum ersten Mal beim“ Doom Shall Rise auftraten und dem Publikum mit „voller Wucht“ verdeutlichten, den Tenor des Festivals repräsentierten. „The Gates Of Slumber konnten zu guter Letzt zwar keinen absoluten Höhepunkt mehr setzen, aber eine gepflegte, kauzig-fette Show boten sie allemal.“ Im gleichen Jahr erschien From the Ultima Thule mit Spiritus Mortis über Emissary Records und The Gates of Slumber / The Dream is Dead mit The Dream is Dead über Relapse Records sowie im darauf folgenden Jahr The Gates of Slumber / Crowning Glory mit Crowning Glory über Rise Above Records. Letzteres der Anfang einer Kooperation die von der Band bis zu ihrer Auflösung im Jahr 2013 fortgeführt wurde.

### Conqueror
Nach ihrer Europa-Tour begann die Band, Songs für ihr viertes Album zu schreiben. Die Aufnahme wurde von Sanford Parker begleitet. Conqueror wurde über I Hate Records, Iron Kodex Records und Profound Lore Records veröffentlicht. Evdokimov sah in dem von Vebjorn Stommer gestalteten Album keine nennenswerte Veränderung zu Suffer No Guilt, dennoch erfuhr das Album nachkommend die breiteste Resonanz und wurde als Klassiker des Genres in diverse Bestenlisten übernommen. So auf dem 15. Platz der Liste des Deaf Forever Die 50 besten Doom-Alben aller Zeiten, auf Platz 13. der Liste des Kerrang Heavy, Slow, Stoned – 13 Doom Metal Albums Everyone Should Own und Platz 76. der Liste des Decibel The Top 100 Doom Metal Albums of all Times. Mit Conqueror nahm die Popularität von The Gates of Slumber zu. Das Decibel ernannte Conqueror zum fünftwichtigsten Album des Jahres 2008 und der Musikfernsehsender MTV Two spielte einen Monat lang das Musikvideo zu Trapped in the Web in der Sendung Headbangers Ball.
Nach den Aufnahmen zu Conqueror pausierte die Gruppe über mehrere Monate. Der erste Auftritt nach der Veröffentlichung, fand beim 12. Keep It True im Jahr 2009 statt. Das Label Rise Above Records beschreibt den Auftritt in der Bandbiografie als „glanzlos und von technischen Schwierigkeiten geplagt“.

### Hymns of Blood and Thunder
Es folgten eine US-Tournee mit der Thrash-Metal-Band Demiricous sowie einige Monate des Schreib- und Aufnahme-Prozesses zum fünften Album Hymns of Blood and Thunder.  Das Album wurde im Sommer 2009 von Sanford Parker aufgenommen und im September des Jahres veröffentlicht. Phil Freeman nannte es für Allmusic das bis dahin beste Album der Band, welches zugleich den typischen Klang der Gruppe zeige. Ähnlich beschrieb Aleksey Evdokimov das Album für Doommantia und lobte dabei die Produktionstätigkeit von Parker als besonders gelungen. Zur Promotion der Veröffentlichung folgte zu Beginn des Jahres 2010 einer Ostküstentournee mit Pentagram. Im gleichen Jahr bestritt die Band eine Tournee mit Weedeater und einen Auftritt beim South by Southwest. Ein für das Jahr geplanter Auftritt beim Roadburn Festival wurde durch den Ausbruch des Eyjafjallajökull verhindert. Nach der Eruption mit massivem Ascheauswurf am Mittwoch, den 15. April kam der europäische Flugverkehr zum Erliegen, weshalb The Gates of Slumber neben weiteren Bands wie unter anderem Shrinebuilder, Jesu, Evoken und Candlemass ihren Auftritt absagen mussten. Später bestritt die Band eine Großbritannien-Tournee mit Cathedral.

### The Wretch und Auflösung
The Gates of Slumber holten den für 2010 geplanten Roadburn-Auftritt im Jahr 2011 nach. Noch im Jahr 2010 spielte die Gruppe in den Orgone Studios des Labels Rise Above das Album The Wretch ein. The Wretch wurde im Mai 2011 veröffentlicht. Der Stil des Albums orientierte sich mehr am klassischen Doom Metal, als die vorherigen Veröffentlichungen. Erneut betonten Rezensenten, dass dies das beste Album der Gruppe bisher sei, sowie dass due Band hierbei ihren Sound definiere. Im Jahr 2013 verließ Jason McCash, aufgrund seiner Heroin-Abhängigkeit die Band, was die Auflösung von The Gates of Slumber bedingte. Wenige Monate drauf, am 5. April 2014 verstarb er an einer Überdosis. Nachkommend schloss Simon in Trauer eine Reunion der Gruppe aus.

„Mein bester Freund ist gestern Abend gestorben. Es wird keine Reunion geben - kein THE GATES OF SLUMBER mehr. Die Band ist toter als tot, und ich habe einen Bruder verloren. Bitte seid respektvoll oder ruhig. Es ist eine kleine Welt, und ich lebe noch. Vergesst diese Scheiße nicht.“

### Reunion
Jahre später, im Jahr 2019 reformierte Simon die Gruppe für einen Auftritt beim deutschen Festival Hell Over Hammaburg im März 2020. Den ursprünglich als einmaliges Ereignis geplante Auftritt nahm die Band zum Anlass die Aktivität der Gruppe fortzuführen. Simon reformierte die Band mit ihrem ursprünglichen Mitglied Chuck Brown am Schlagzeug und Steve Janiak am Bass. Es dauerte nicht lange, bis der Band während der Proben neue Songideen einfielen. Zeitgleich bestritt die Band eine Reunion-Tour. Nachdem diese Tournee beendet war, wurden alle Pläne der Band durch die COVID-19-Pandemie ausgebremst. Die Hälfte des Albums  war zu diesem Zeitpunkt bereits geschrieben. Mit Texten, die mitunter von John Carpenters The Fog inspiriert sind schuf The Gates of Slumber ein sechstes Studioalbum.

## Stil
The Gates of Slumber spielt Traditional Doom, der jenem von Saint Vitus und The Obsessed ähnele. Das Spiel der Band basiere auf schweren Riffing, gelegentlichen Soli und besonders präsentem klarem Gesang, der weder episch noch weinerlich anmute. Auf Conqueror und Hymns of Blood and Thunder nahm der Einfluss des traditionellen Heavy Metal, insbesondere im Riffing, zu.

## Diskografie
| Studioalben - 2004: …the Awakening (Final Chapter Records) - 2006: Suffer No Guilt (I Hate Records) - 2008: Conqueror (I Hate Records/Profound Lore Records) - 2009: Hymns of Blood and Thunder (Rise Above Records) - 2011: The Wretch (Rise Above Records) | Singles und EPs - 2005: Like a Plague upon the Land (Hellride Music) - 2006: God Wills It (Slumbering Souls) - 2008: The Ice Worm’s Lair (Slumbering Souls) - 2010: The Hyena Sessions (Rise Above Records) - 2011: The Jury (2011 Version) (Decibel Magazine) - 2013: Stormcrow (Scion Audio Visual) | Split-Veröffentlichungen - 2007: From the Ultima Thule (Mit Spiritus Mortis, Emissary Records) - 2007: The Gates of Slumber / The Dream is Dead (Mit The Dream is Dead, Relapse Records) - 2008: The Gates of Slumber / Crowning Glory (Mit Crowning Glory, Rise Above Records) |
| Live - 2020: Live in Tempe Arizona (The Church Within Records) | Demos - 2000: Blood Encrusted Deth Axe - 2002: Sabbath Witch - 2004: The Cloaked Figure | Kompilationen - 2006: God Wills it from Ultima Thule (Selbstverlag) - 2007: Villain, Villain (Metal Supremacy) - 2009: Chronicles of True Doom (Iron Kodex Records) |